# Chiesa di San Paolo (Anversa)
La chiesa di San Paolo, o in olandese Sint-Pauluskerk, è uno dei più importanti edifici storico-religiosi della città fiamminga di Anversa, in Belgio.
La chiesa si trova nella parte settentrionale del centro storico, in prossimità della Schelda, in un quartiere una volta abitato dai marinai.
La chiesa accoglie innumerevoli opere d'arte pittoriche e scultoree.

## Storia e descrizione

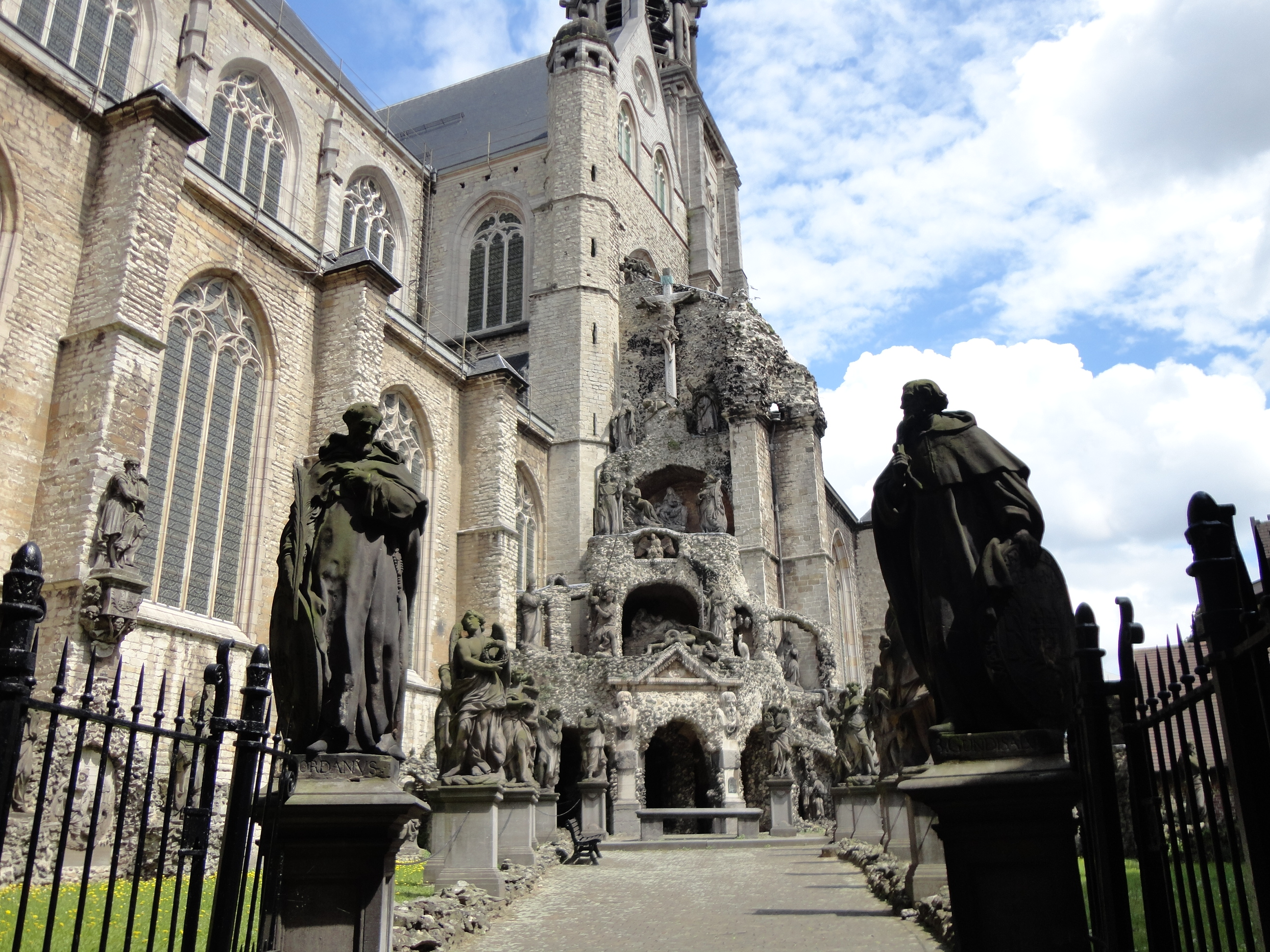
Il Calvario.

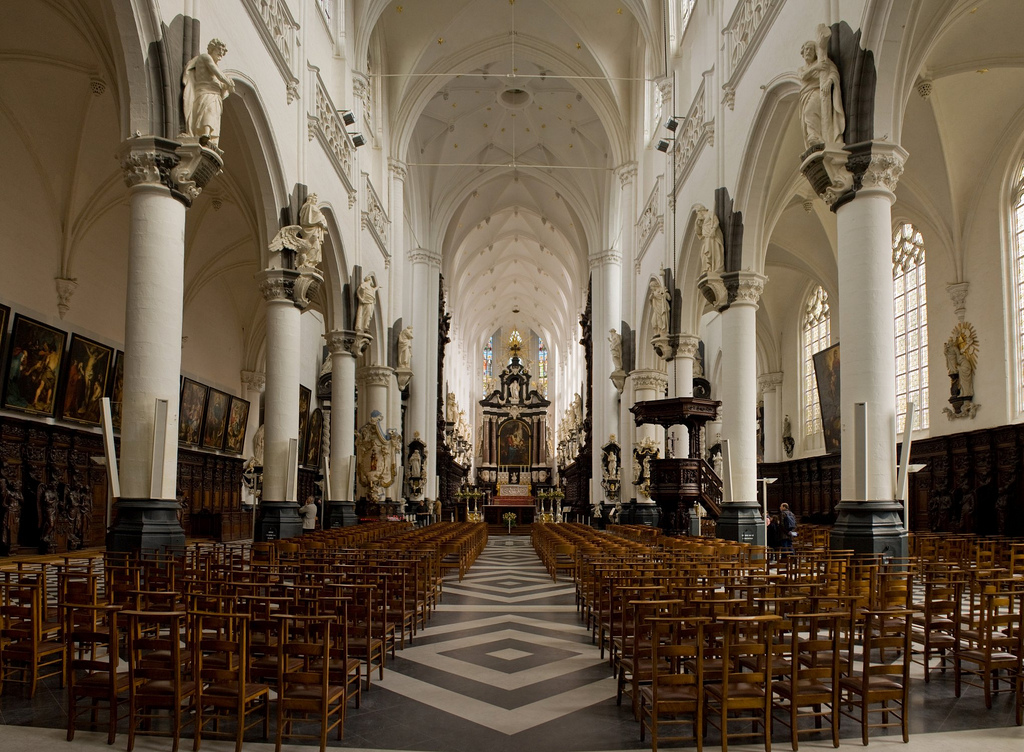
L'interno.

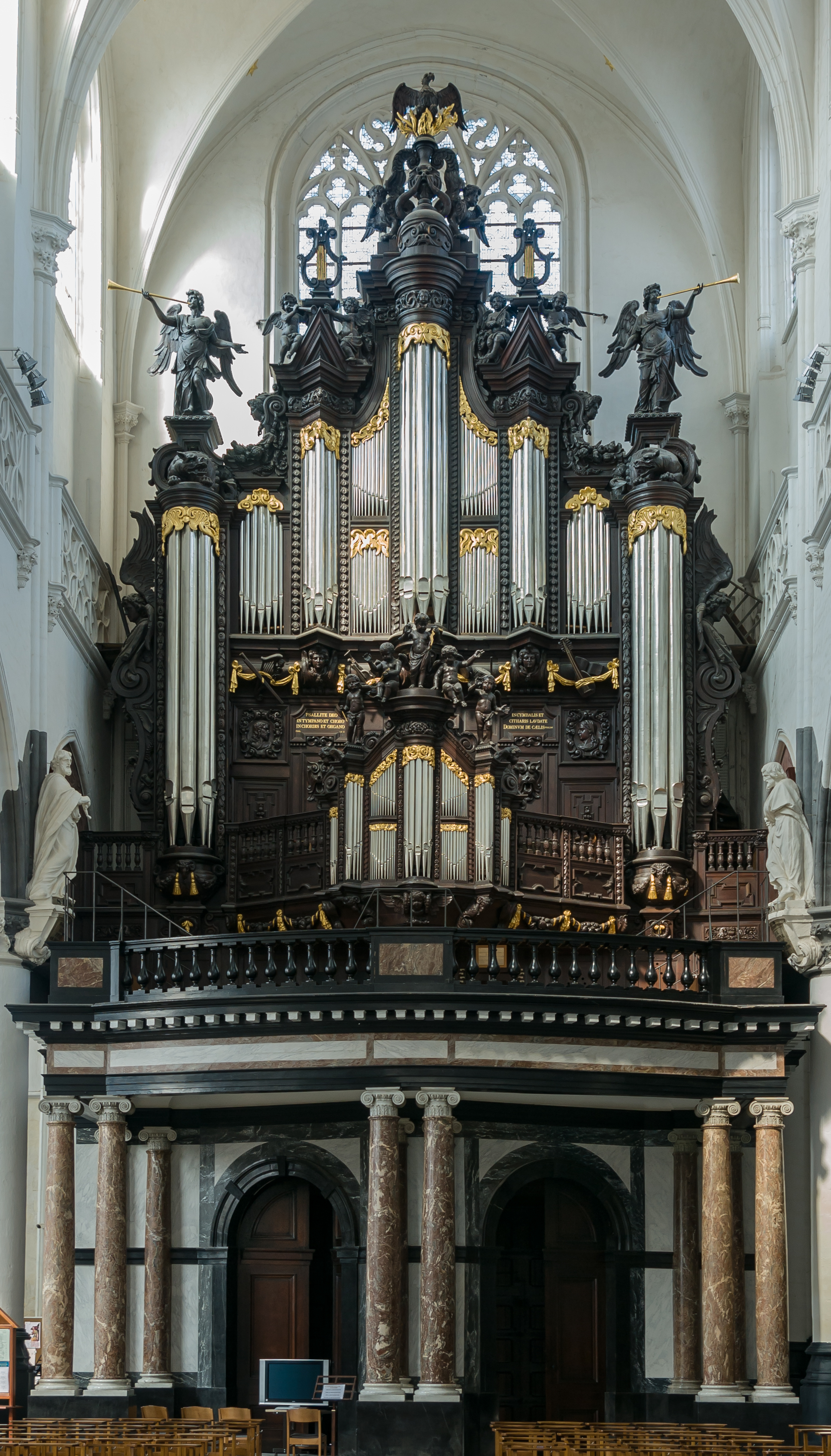
L'organo.

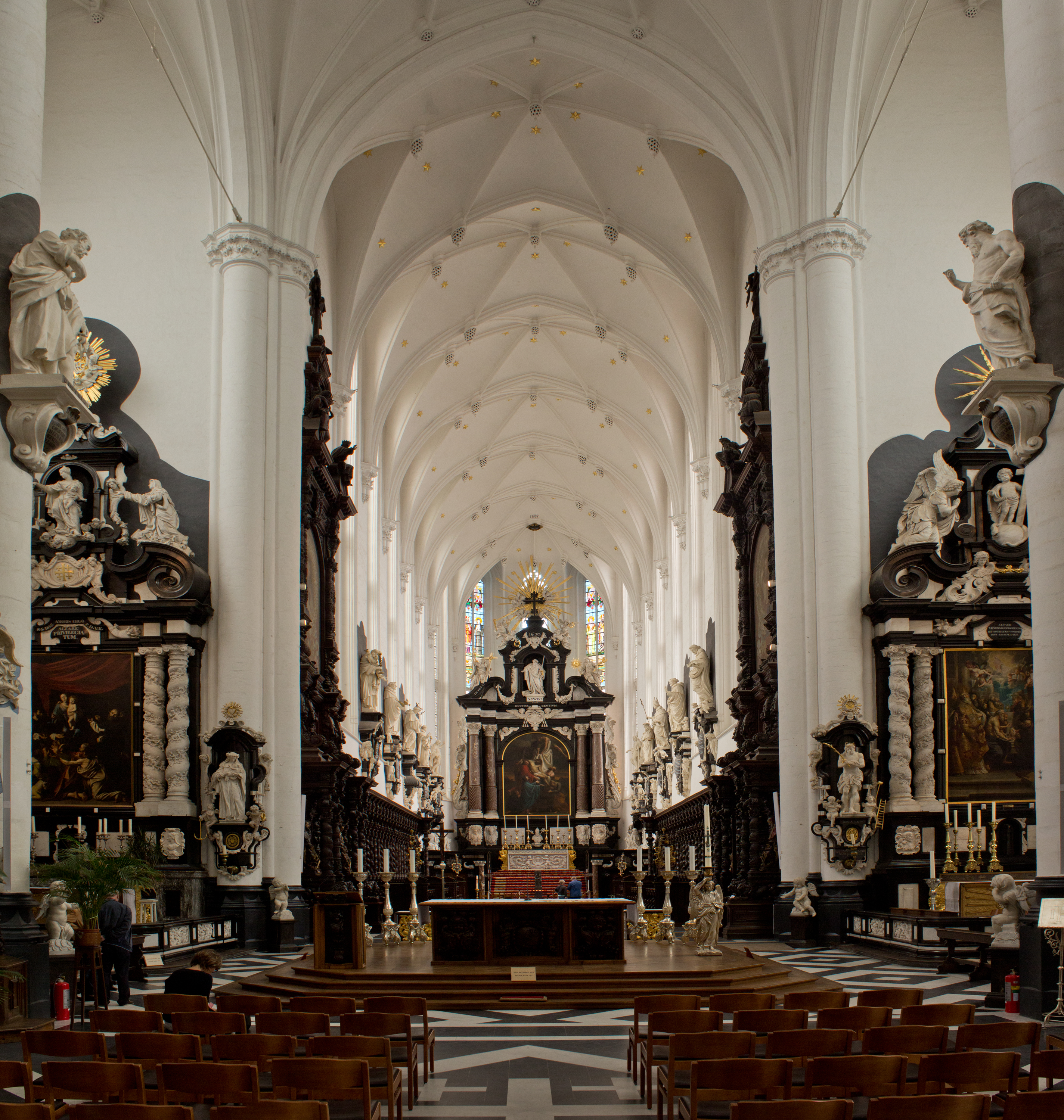
Il coro.

I primi Domenicani arrivano ad Anversa nel 1243, in parte su richiesta del governo della città per combattere l'Eresia catara. Una prima, piccola, chiesa con annesso monastero, venne costruita in questo luogo, appena inglobato nella nuova cinta muraria cittadina. La chiesa venne consacrata nel 1276 da Alberto Magno.
Tuttavia la chiesa è esposta a varie inondazioni causate dal cambiamento del corso del fiume. 
Nel 1517 si inizia la costruzione di un nuovo, più grande, edificio, appena più lontano dal precedente. Il progetto venne affidato a Dominikus De Waghemakere che previde una chiesa con pianta a croce latina divisa in tre navate e con piccolo transetto. Dopo la morte del maestro, nel 1542, il cantiere fu continuato da Rombout de Dryvere. La nuova chiesa è parzialmente aperta nel 1548 e nel 1549 si abbatté il vecchio edificio. La chiesa venne consacrata nel 1571, quando si intraprese la ricostruzione del convento annesso.
Quando i Calvinisti s'impadroniscono di Anversa, i Domenicani e tutte le Congregazioni vennero cacciati dalla città. La chiesa venne trasformata in tempio protestante e spogliata di tutto il suo arredo; il transetto e il coro furono in parte demoliti e il convento adibito a fonderia di cannoni.
Quando Alessandro Farnese assediò la città nel 1584 per difendere i diritti della corona spagnola, gli abitanti utilizzarono le pietre del transetto e coro come bilanciamento dei battelli da fuoco lanciati contro il ponte-blocco costruito dagli assedianti sulla Schelda.
Nel 1585, con la disfatta dei calvinisti, i Domenicani ripresero possesso della chiesa e del convento, e li fecero ridecorare. La prima pietra del nuovo coro, notevolmente allungato, e del transetto, venne posta nel 1618. Nel corso dei decenni seguenti l'interno viene interamente decorato in stile barocco. Artus Quellinus il Vecchio e i la sua scuola, realizza fra il 1640 e il 1650 diverse sculture marmoree, fra cui il Soeten Naem (Dolce Nome di Gesù). Pieter Verbruggen il Vecchio con la sua bottega, realizza gli splendidi arredi in rovere: Confessionali, Boiserie e stalli del coro fra il 1658 e il 1660. Realizzerà anche la cassa d'organo nel 1654, su disegno di Erasmus Quellinus il Giovane. In seguito Verbruggen progetterà l'altar maggiore, insieme al figlio Pieter Verbruggen il Giovane. L'insieme sarà terminato solo nel 1662.
Nel 1679 un grave incendio distrugge una parte delle volte del piedicroce e la parte superiore della facciata. I danni vengono riparati fra il 1680 e il 1681, quando si procede anche all'elevazione del campanile barocco
Fra il 1679 e il 1747 si realizza il Calvario barocco apposto sul lato meridionale della chiesa.
Con l'occupazione francese del 1797 le Congregazioni, e quindi anche i Domenicani, sono espulse dalla città; gli archivi conventuali vengono distrutti e il complesso viene venduto come bene nazionale. Il vecchio priore Peltiers riuscì a ricomprare il mobilio della chiesa e dunque impedirne la dispersione, ma alcune tele vennero portate in Francia e donate a due Musei regionali. Dopo il Congresso di Vienna del 1815 molte opere vennero restituite, ma non le due tele destinate ai musei: San Domenico di Rubens, al Musée des beaux-arts di Lione, e San Paolo di Theodoor Boeyermans, a Aix-en-Provence.
Nel 1802 il convento e il calvario divengono proprietà comunale. Con il ripristino del culto, nel 1803, la chiesa diventa parrocchiale, al posto di quella di Santa Valpurga, chiusa e poi demolita nel 1817.
Durante la Campagna dei dieci giorni del 1831, tentata dal Regno Unito dei Paesi Bassi per soffocare la Rivoluzione belga, le truppe olandesi bombardarono Anversa, e la chiesa perse tutte le sue preziose vetrate seicentesche.
Nel 1968 un grande incendio devastò i tre quarti del convento, la sommità del campanile, il tetto e le volte della chiesa. Il restauro si protrasse per decenni.

## Opere d'arte

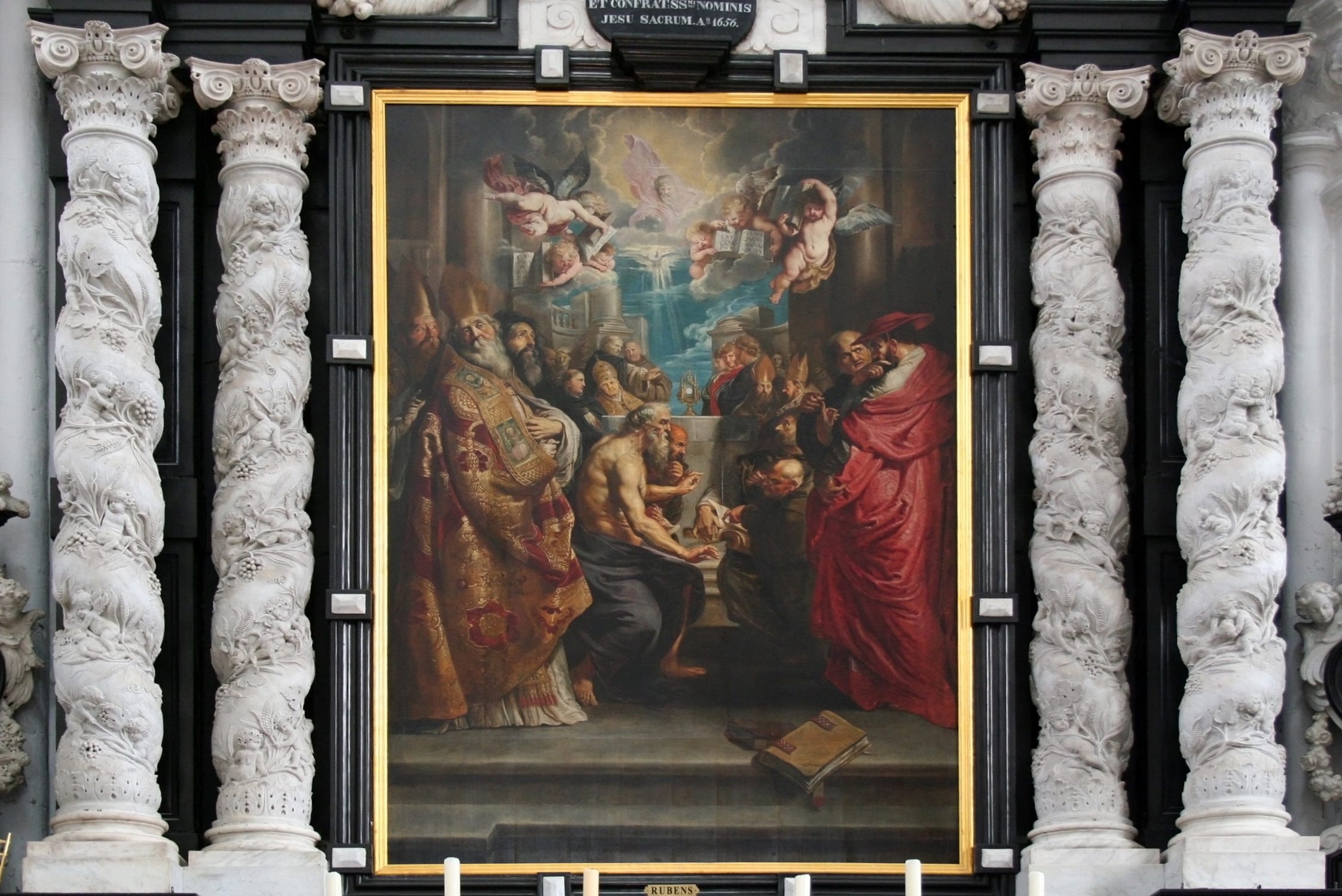
La Disputa del Sacramento di Rubens.

### Pitture
- Adorazione dei Pastori, olio su tela, 1608, Peter Paul Rubens[4].
- Disputa del Sacramento, olio su tela, 1609, Peter Paul Rubens[2].
- Crocifissione, olio su tavola, 1618, Jacob Jordaens.
- Opere di Misericordia, David Teniers il Vecchio
- I Misteri del Rosario, serie di 15 tele eseguite da artisti diversi fra cui:
  - Visita di Maria a Elisabetta, 1617, Frans Francken II, Ambrosius Francken (II) e Joos de Momper (II)[5].
  - Natività, 1620, Cornelis de Vos[5].
  - Presentazione al Tempio, 1620, Cornelis de Vos[5].
  - Flagellazione, 1617, Peter Paul Rubens[5].
  - Salita al Calvario, 1617-18, Antoon van Dyck[5]
  - Morte di Cristo, David Teniers il Vecchio[5].

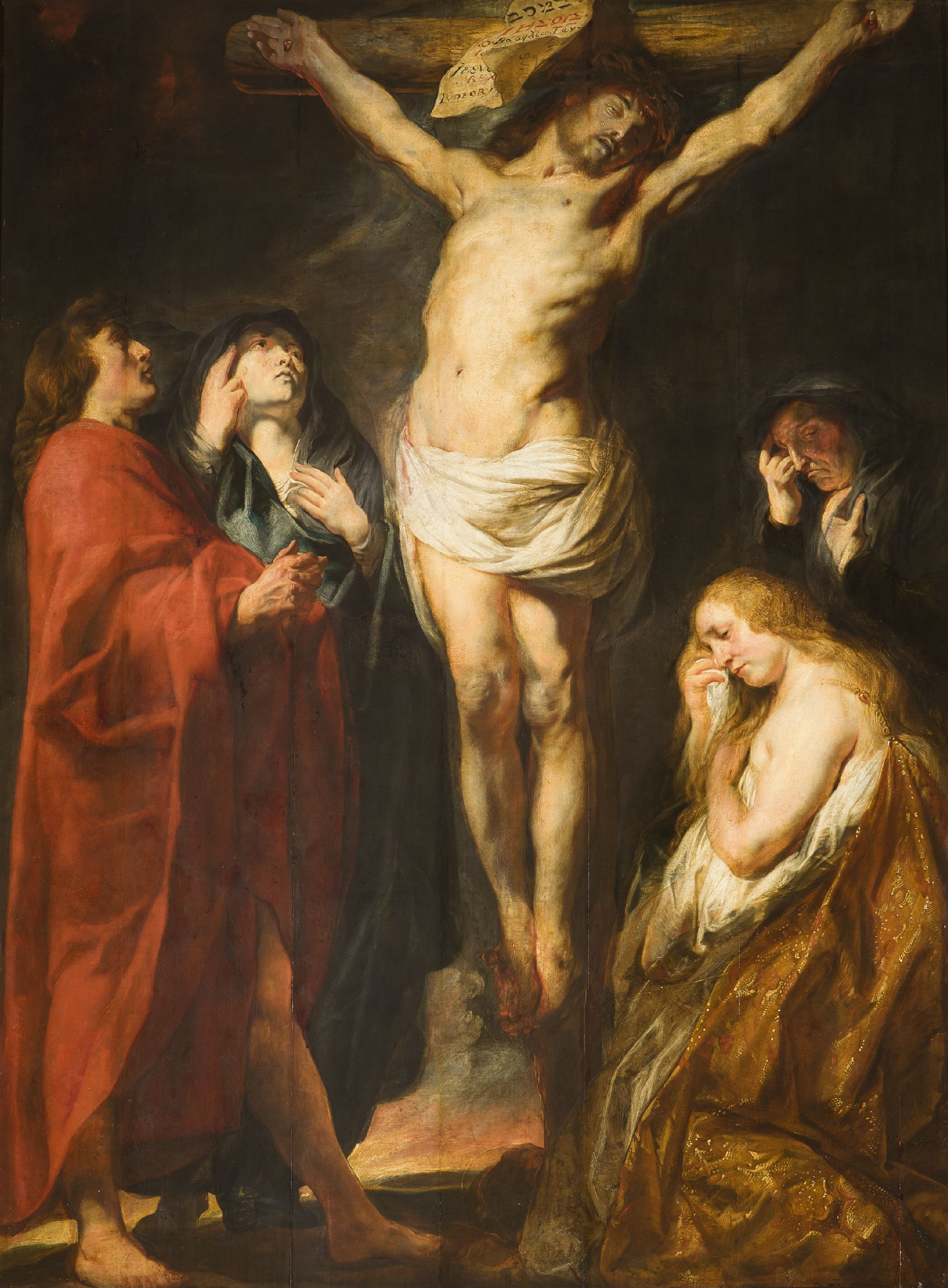
Crocifissione, Jacob Jordaens
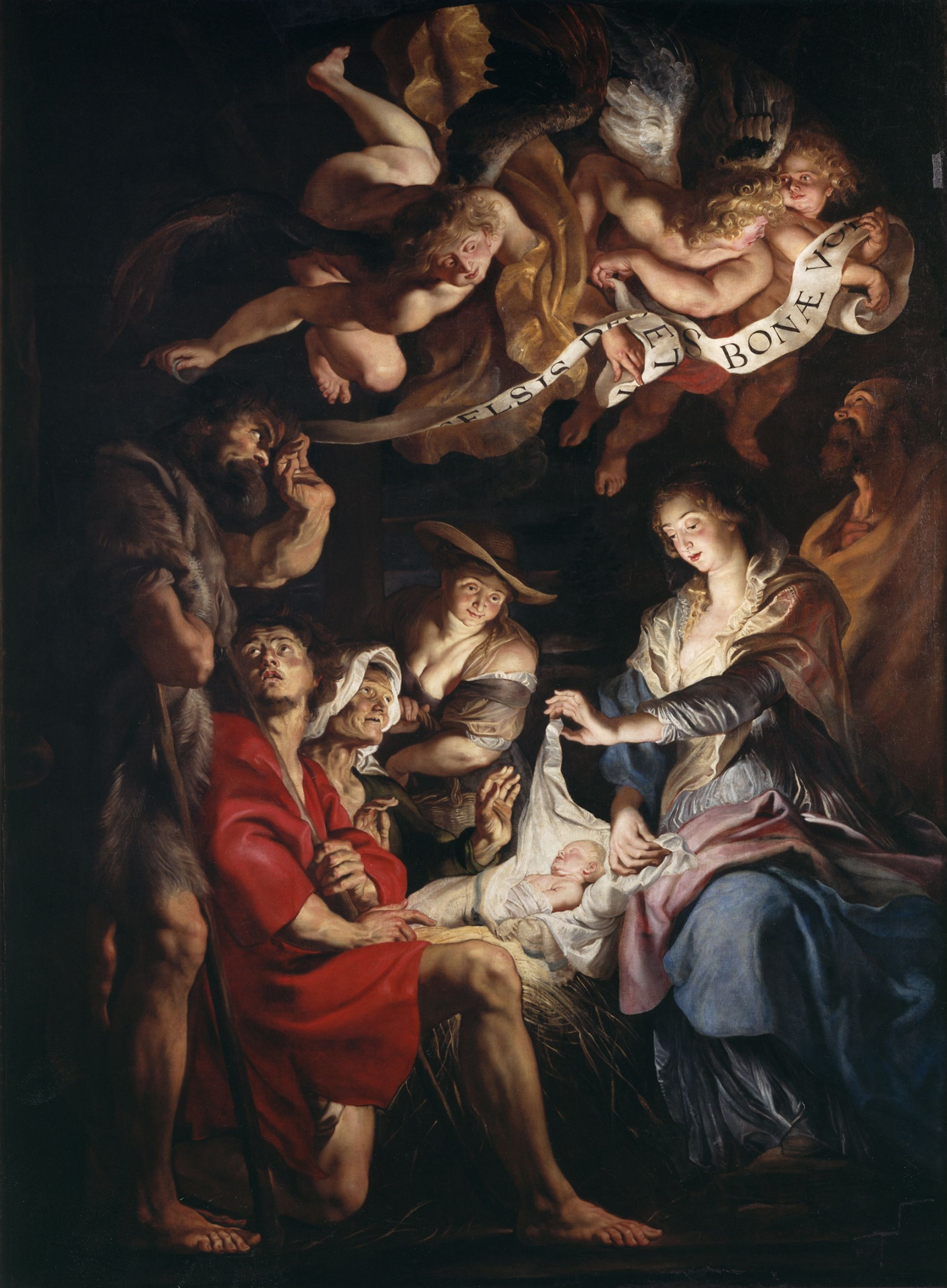
Adorazione dei Pastori, Rubens
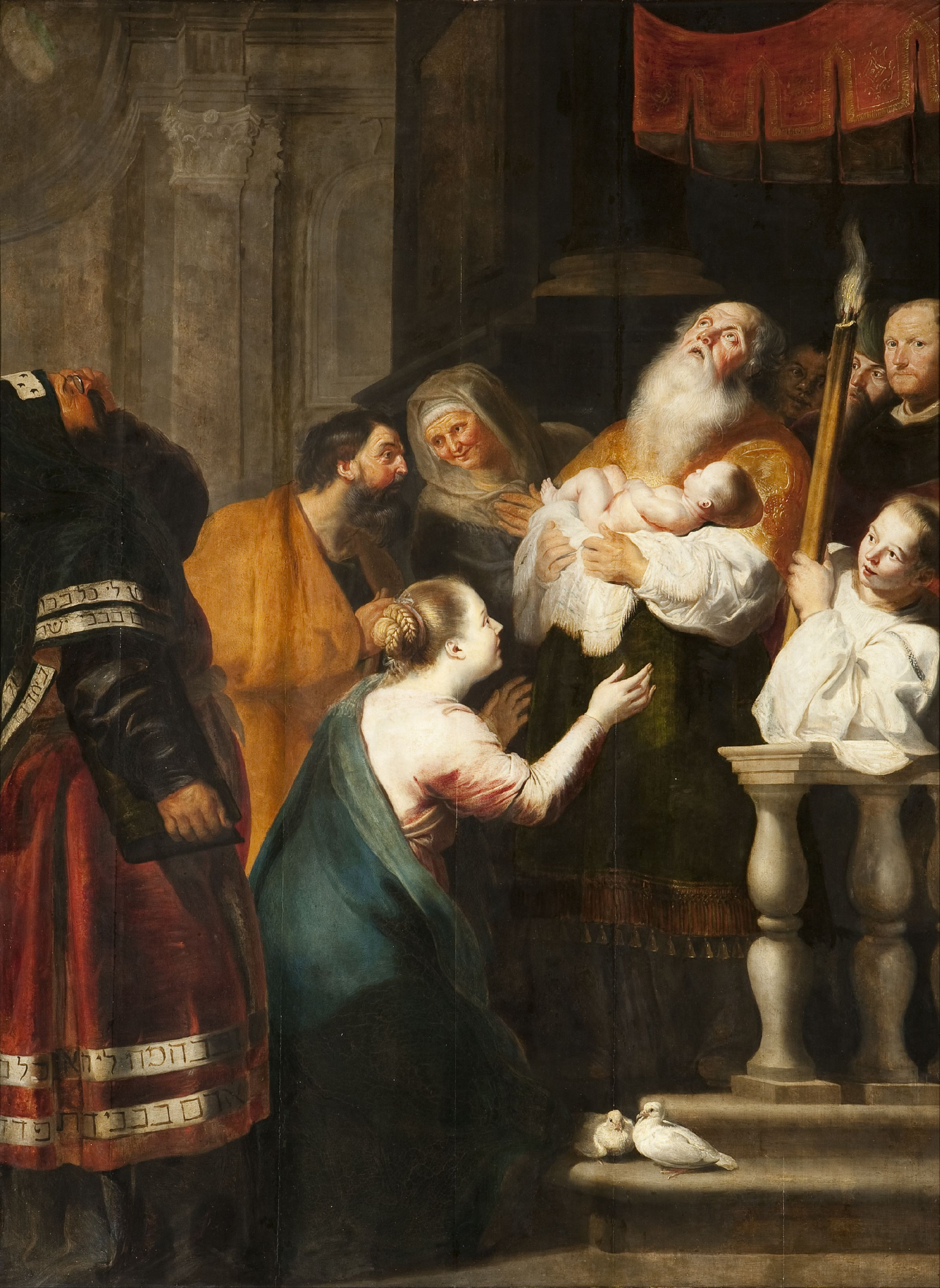
Presentazione al Tempio, Cornelis de Vos
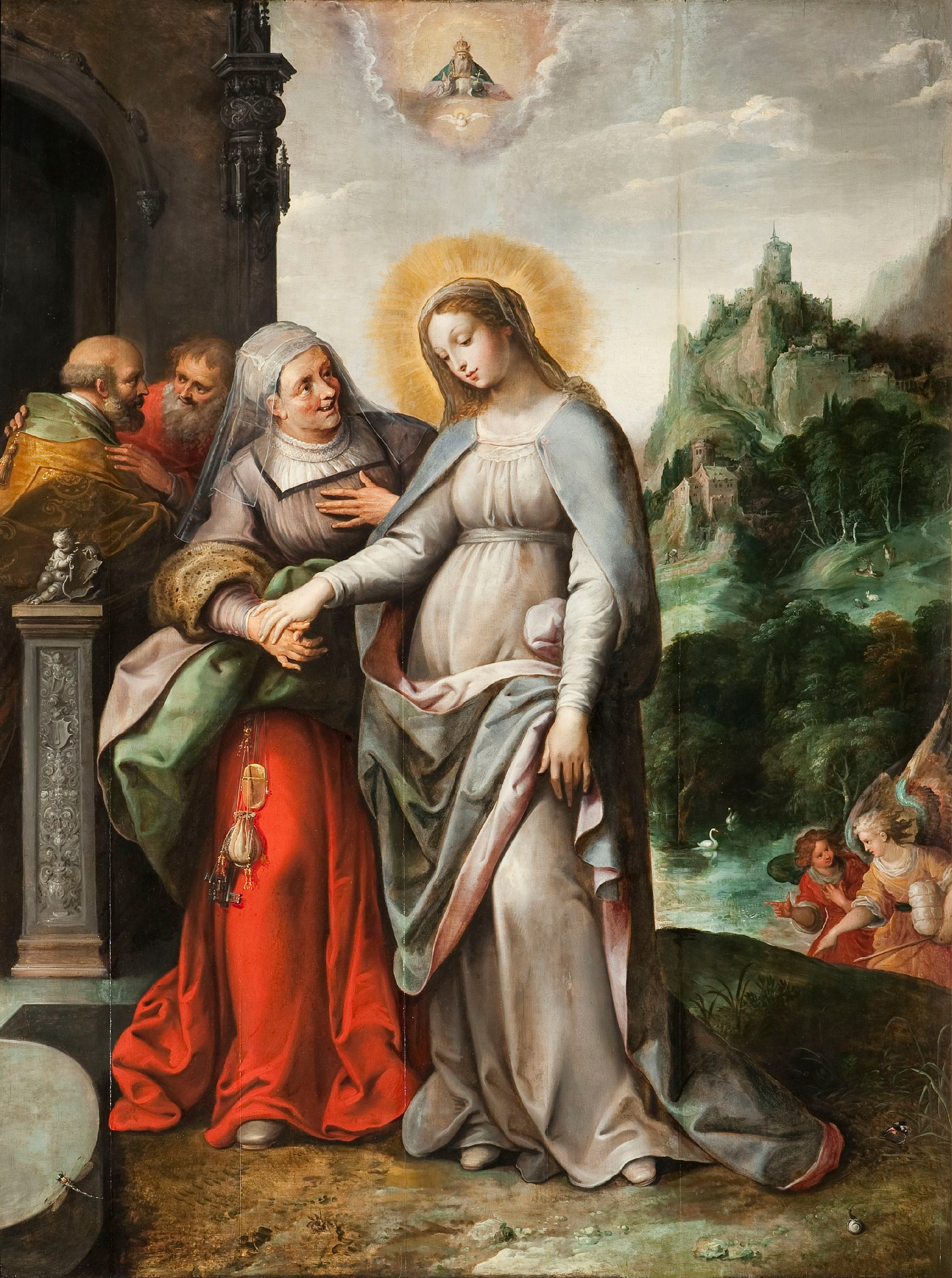
Visita di Maria a Elisabetta, Frans Francken II, Ambrosius Francken (II) e Joos de Momper (II)

### Sculture
- Soeten Naem, Gruppo del Santo Nome di Gesù, Epitaffio in marmo, 1644, Artus Quellinus il Vecchio[2].
- Mobilio barocco, legno di rovere, Pieter Verbruggen il Vecchio, 1658-61[6].
- Santa Rosa da Lima, gruppo marmoreo, 1660-70, Artus Quellinus il Giovane[2].
- Giudizio Finale, gruppo ligneo, 1684, Willem Kerricx[6].

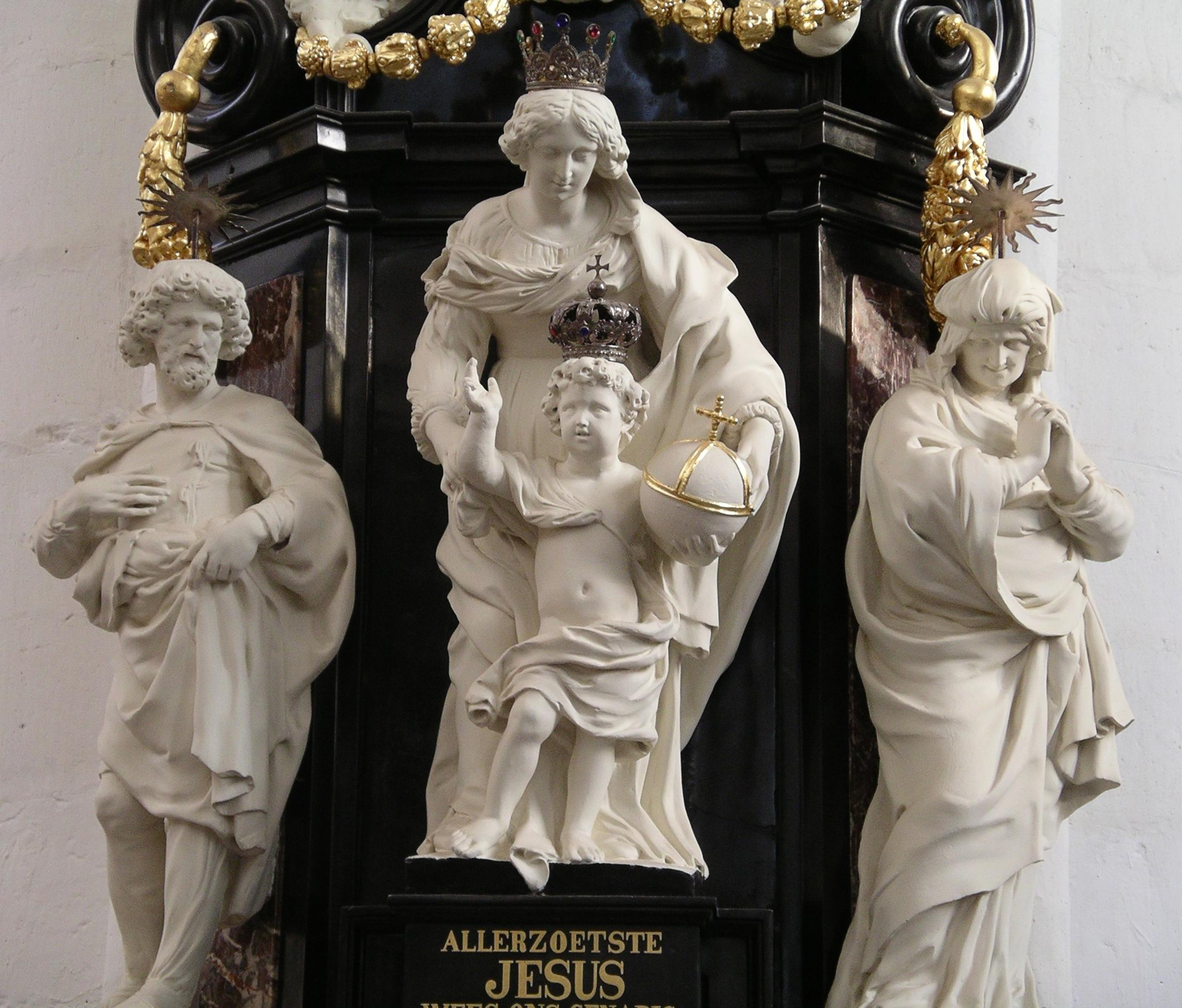
Il Soeten Naem di Artus Quellinus il Vecchio
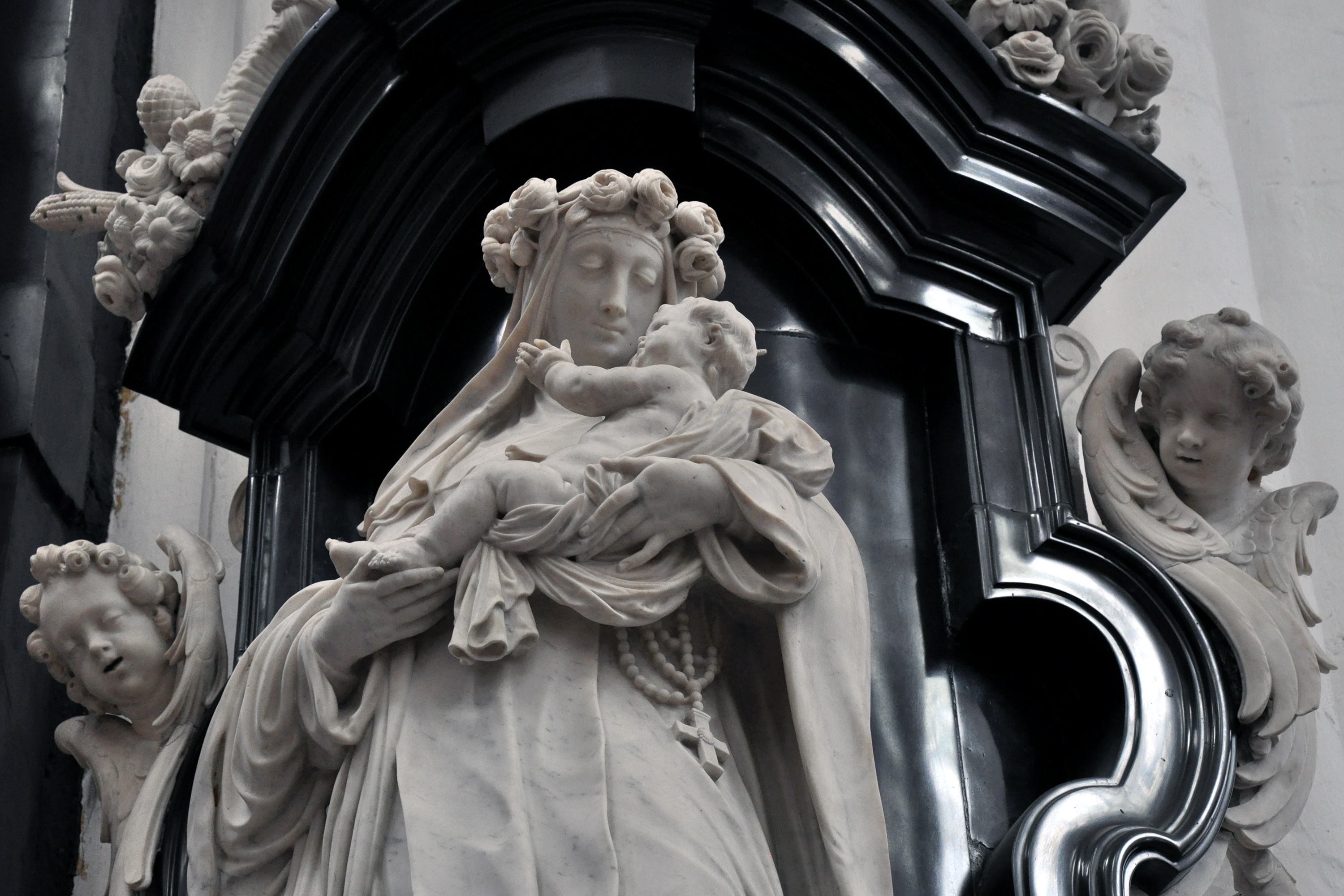
Santa Rosa da Lima di Artus Quellinus il Giovane
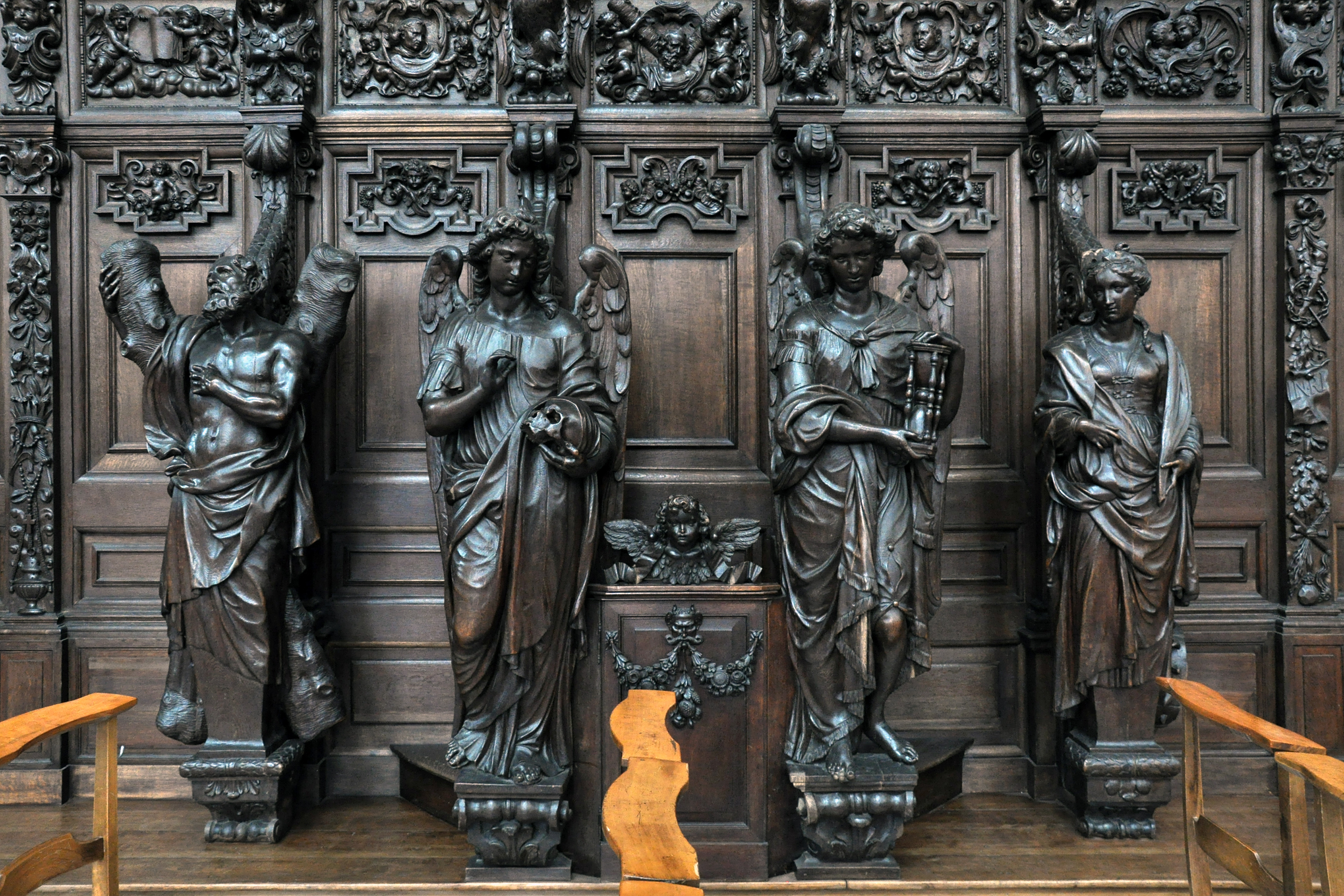
I confessionali di Pieter Verbruggen il Vecchio
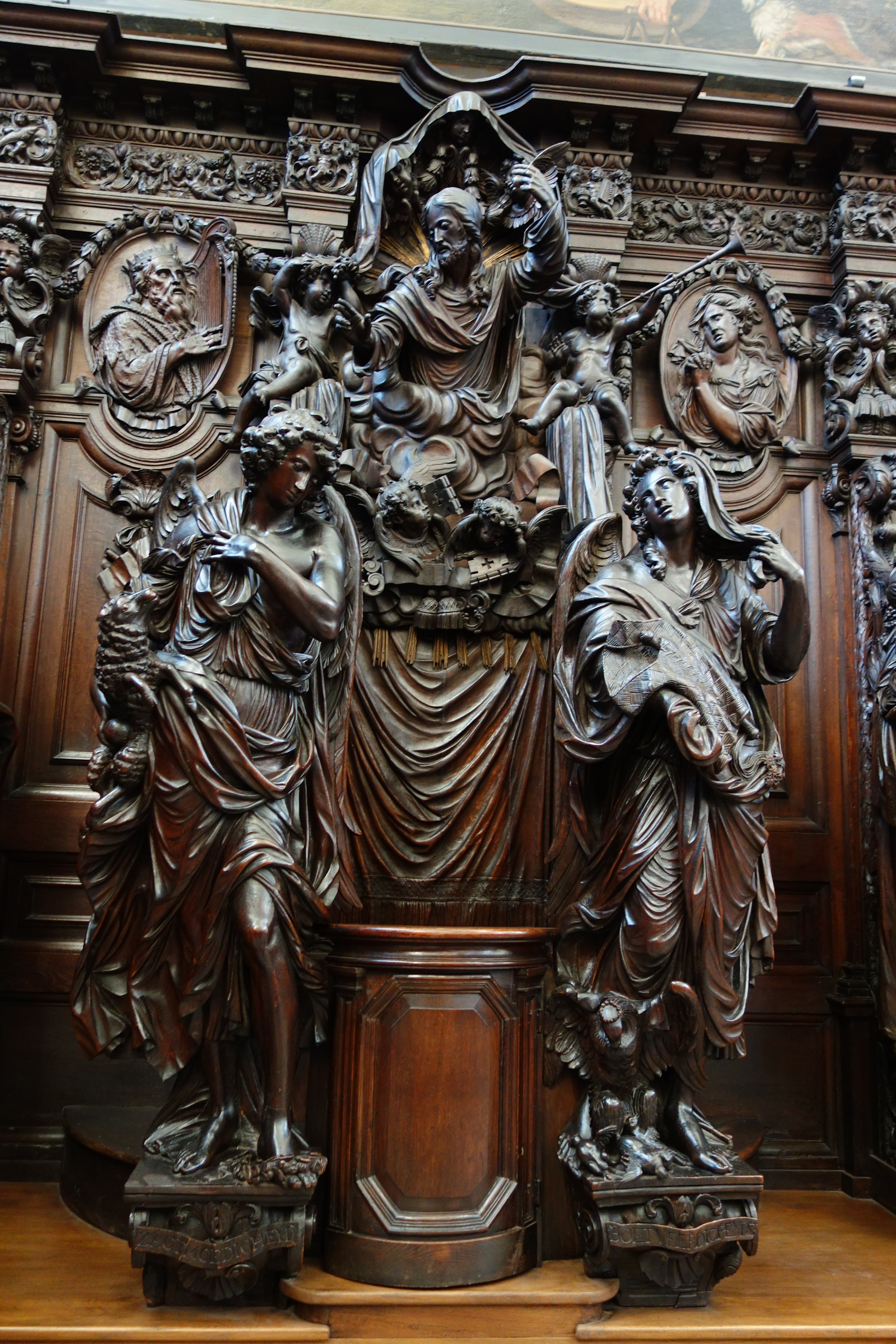
Il Giudizio Finale di Willem Kerricx